# Meisenthal
Meisenthal (deutsch auch Meisental) ist eine französische Gemeinde mit 641 Einwohnern (Stand 1. Januar 2022) im Département Moselle in der Region Grand Est (bis 2015 Lothringen). Sie gehört zum Arrondissement Sarreguemines und zum Kanton Bitche.

## Geografie
Meisenthal liegt etwa 15 Kilometer südlich von Bitsch an der Grenze zum Département Bas-Rhin im Herzen des Regionalen Naturparks Vosges du Nord (Parc naturel régional des Vosges du Nord) und ist Teil des grenzübergreifenden Biosphärenreservates Pfälzerwald-Nordvogesen. Nach Saarbrücken sind es ungefähr 40 Kilometer, nach Kaiserslautern etwa 60 Kilometer.

## Geschichte
Der Name Meisenthal ist eine Verballhornung des Namens Mäusenthal (lateinisch Murumvallis). Symbolisiert wird dies im Gemeindewappen durch die Pelzwerktinktur und die V-Form für den Wortteil Thal. Der Pokal steht für die Tradition der Glasherstellung.
1704 wurde erstmals eine Glashütte Meisenbach erwähnt, 1711 dann unter dem aktuellen Namen. Das Dorf entstand im 16. Jahrhundert um eine frühere Glashütte namens Glasthal, die im folgenden Jahrhundert wieder aufgegeben wurde. Die Glashütte ist Grund für den Glaspokal im Wappen der Gemeinde.
Die Glashütte stellte ihren Betrieb 1969 ein, es blieben zwei Thermometerfabriken und eine Spiegelproduktion.

### Bevölkerungsentwicklung
| Jahr      | 1962 | 1968 | 1975 | 1982 | 1990 | 1999 | 2007 | 2019 |
| Einwohner | 856  | 876  | 812  | 828  | 793  | 766  | 773  | 674  |

## Kultur und Sehenswürdigkeiten

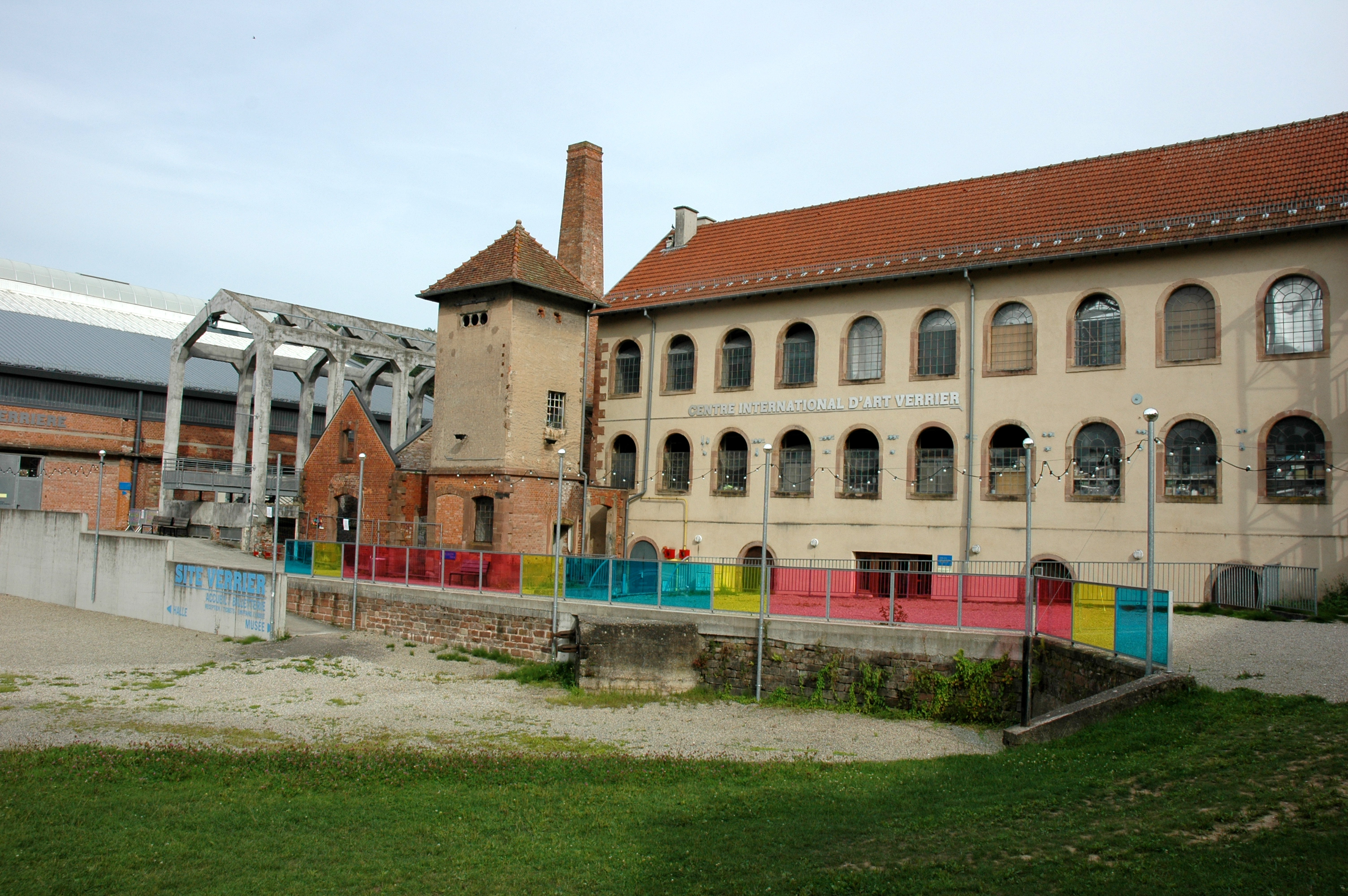
Glashütte Meisenthal

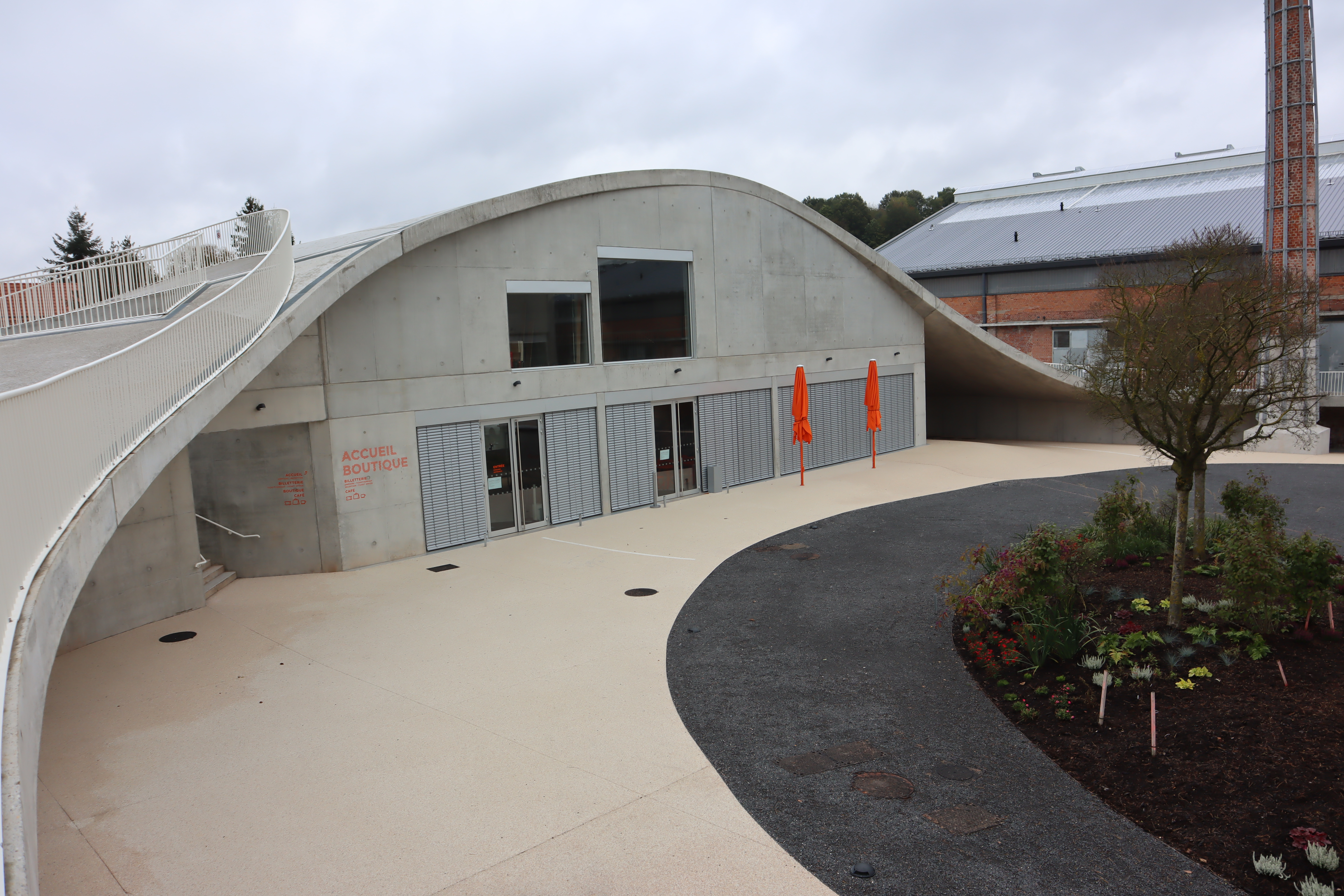
Der neue Verkaufsraum

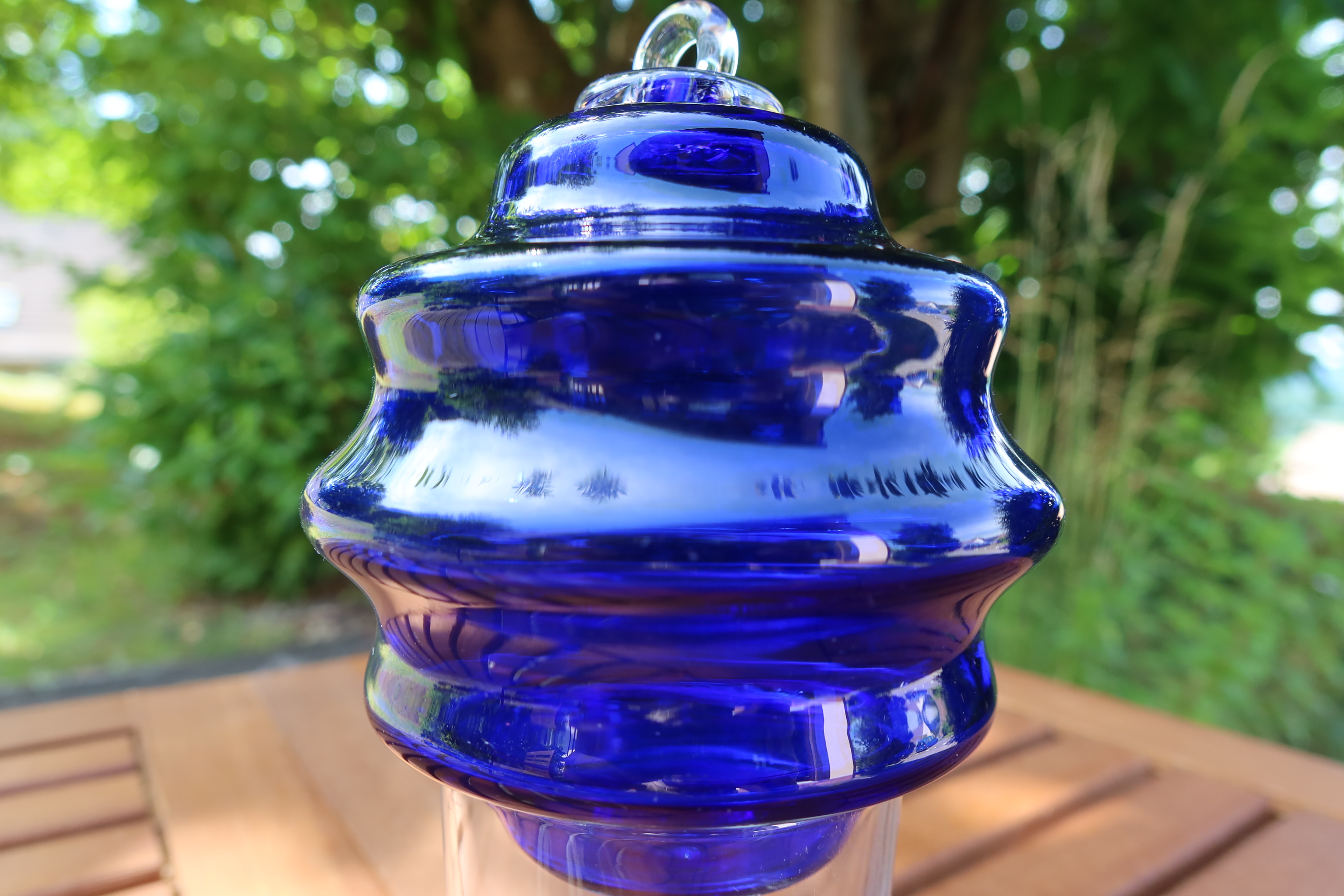
Meisenthal Weihnachtskugel

Der bekannte Jugendstil-Künstler Émile Gallé hat in Meisenthal gearbeitet und hier Objekte aus Glas hergestellt. Heute gibt es in Meisenthal ein Museum sowie ein Internationales Zentrum für Glaskunst (Centre International d’Art Verrier, CIAV), das u. a. mit der Hochschule der Bildenden Künste Saar zusammenarbeitet. Das CIAV ist insbesondere für den dort hergestellten Christbaumschmuck aus Glas berühmt. Jedes Jahr kreieren die Künstler eine neue Weihnachtskugel als Sammlerstück. Angeblich geht diese Erfindung auf die Gegend von Meisenthal zurück, als im 19. Jahrhundert eine Ernte schlecht ausfiel und die bis dahin zum Schmuck des Weihnachtsbaums verwendeten Früchte knapp waren. Das Museum befindet sich im Maison du Verre et du Cristal (Haus des Glases und des Kristalls), wo man auch Glasbläser bei der Arbeit beobachten kann.
In dem ehemaligen Fabrikgebäude der Gold- und Silberschmiede Manulor wurde das Zentrum ARToPie für Workshops verschiedener Kunstrichtungen gegründet, in dem junge Künstler aus den Bereichen Theater, Bildhauerei und Musik gemeinsam arbeiten können. Mitbegründer war Stephan Balkenhol. ARToPie veranstaltet Ausstellungen, Theateraufführungen und Konzerte.
In der alten Fabrikhalle entstand ein Veranstaltungsort für moderne Pop-Musik, zwei Glasöfen blieben als Dekoration erhalten.

Ab 2020 wurden die alten Industriegebäude vollständig renoviert und umgebaut für ihre neue kulturelle Nutzung. Für das Glasmuseum wurde ein Neubau erstellt. Die Eröffnung erfolgte am 1. Mai 2022.

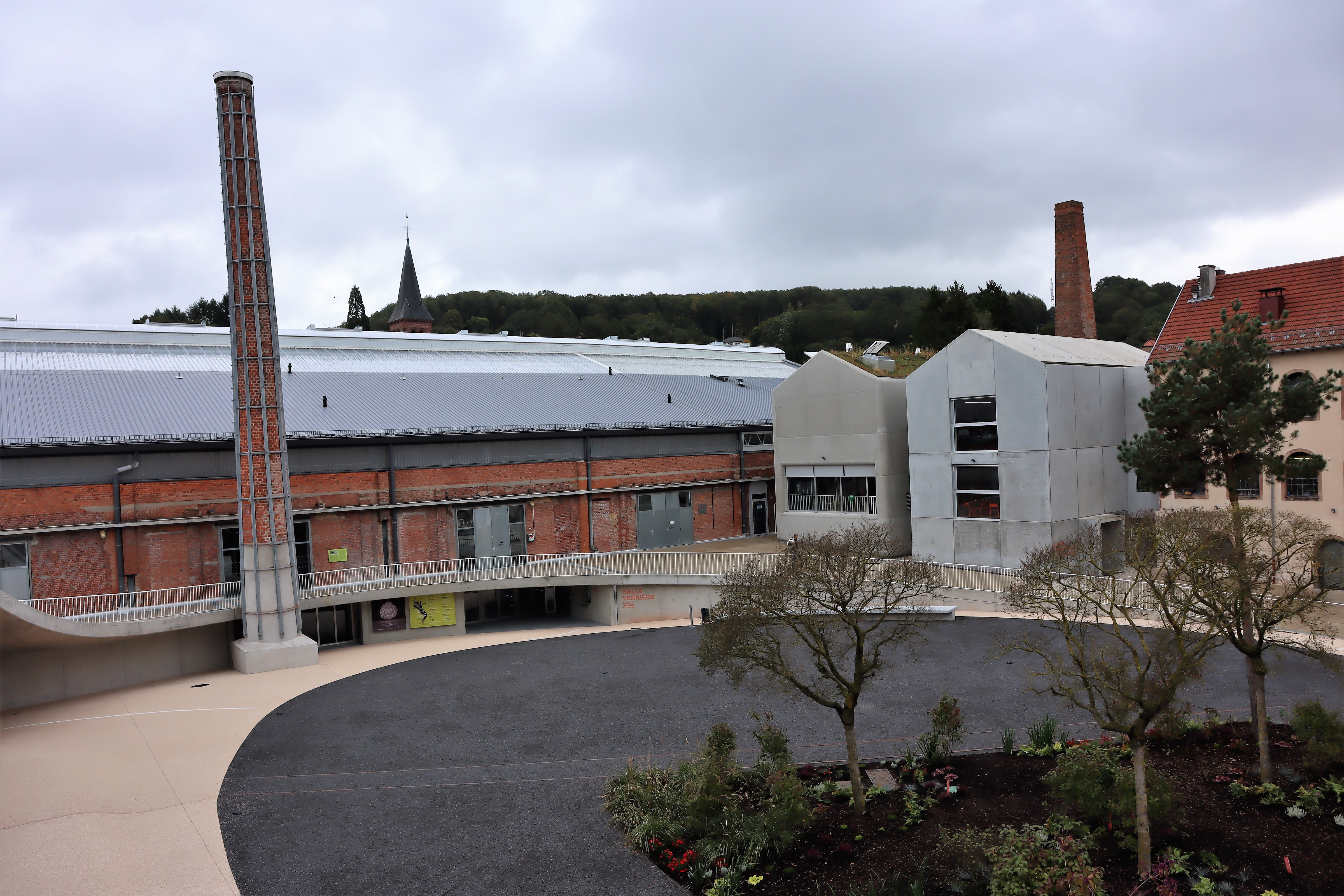
Renovierte Glashütte

### Sehenswürdigkeiten

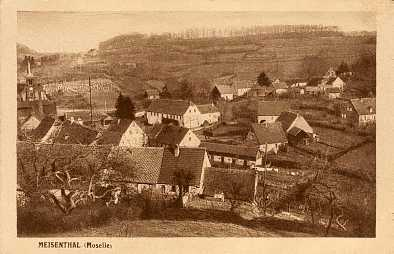
Historische Ansichtskarte

- Maison du Verre et du Cristal, ein Glas- und Kristalmuseum
- Breitenstein, auch bekannt als Zwölfapostelstein, ein Monolith mit einem Bildstock
- Colonne de Meisenthal, eine zur Zeit Napoleons errichtete Säule
- Dreipeterstein, ein historischer Grenzstein
- Eiche Georgel und die Eiche der Freiheit
- Glasthal, eine Glashütte aus dem 16. Jahrhundert

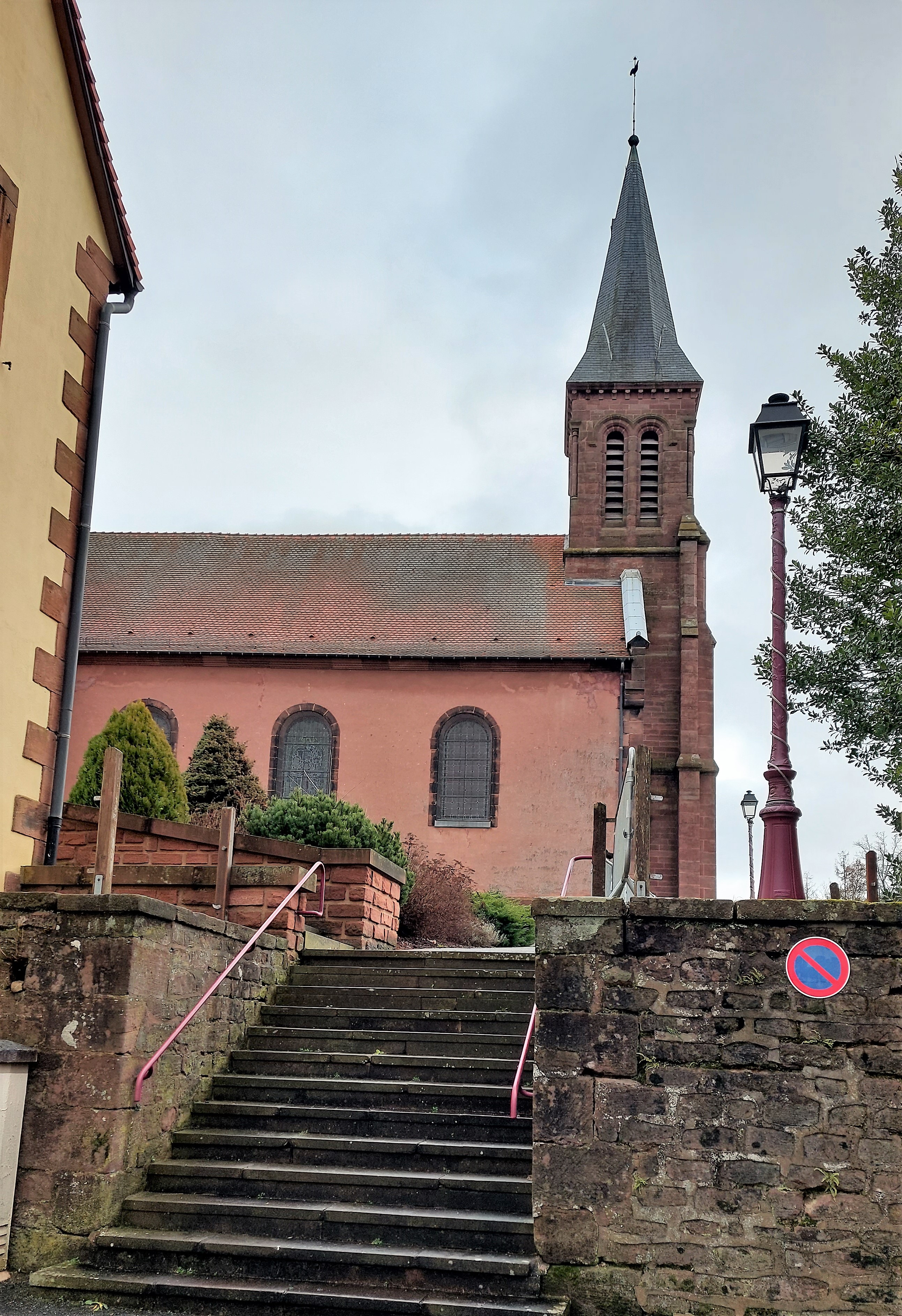
Kirche Mariä Geburt
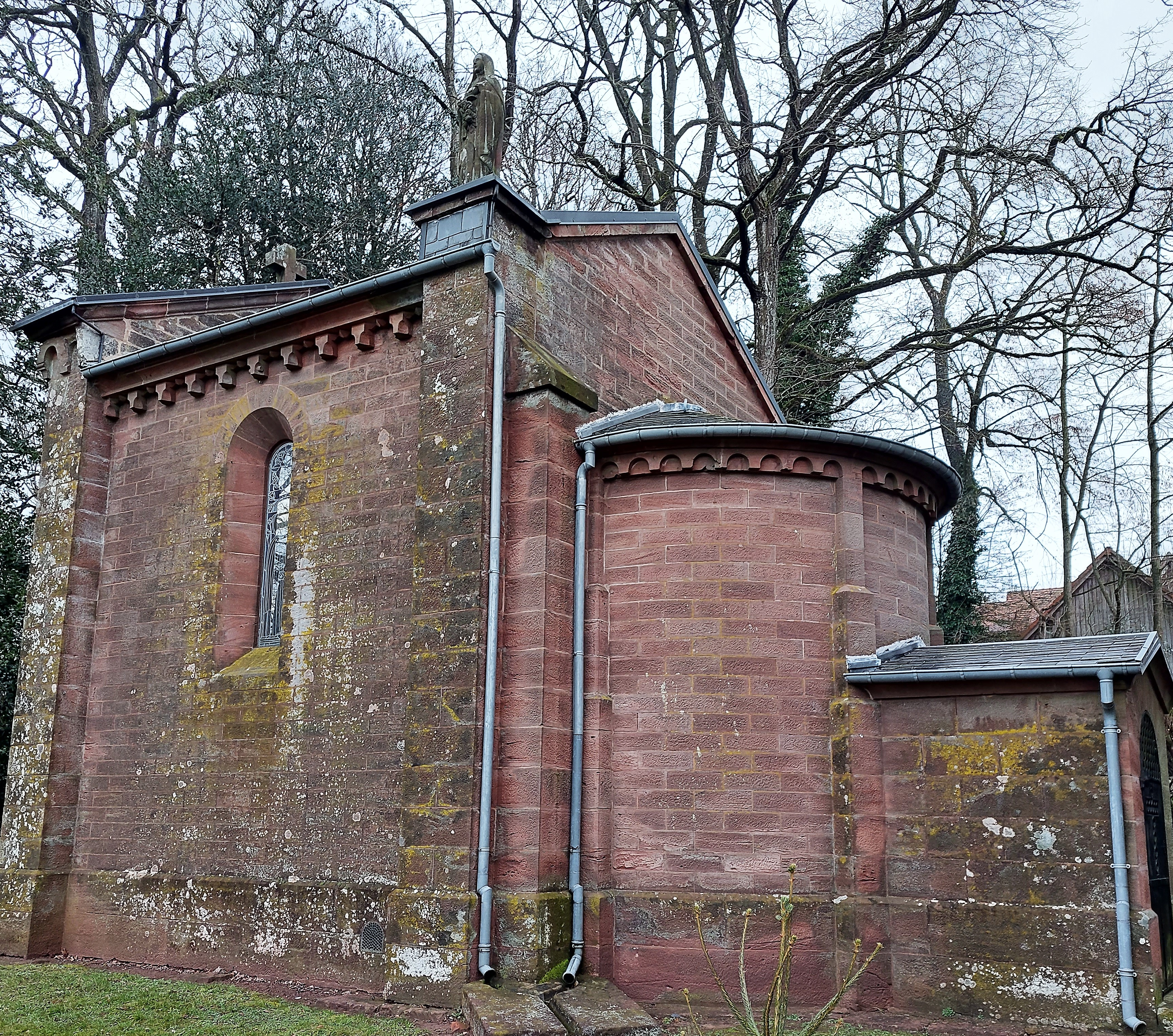
Kapelle Notre-Dame-des-neiges
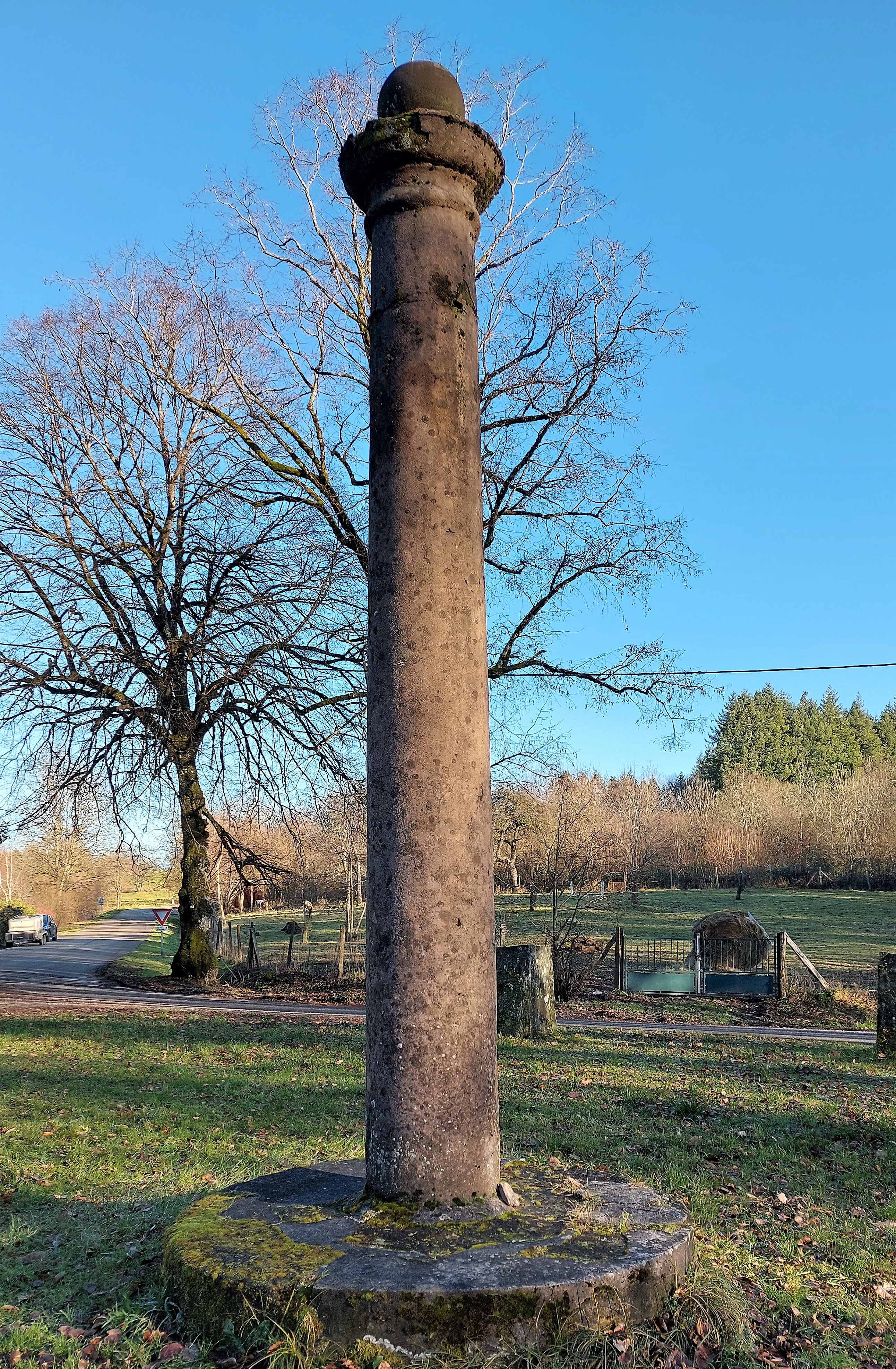
Colonne de Meisenthal
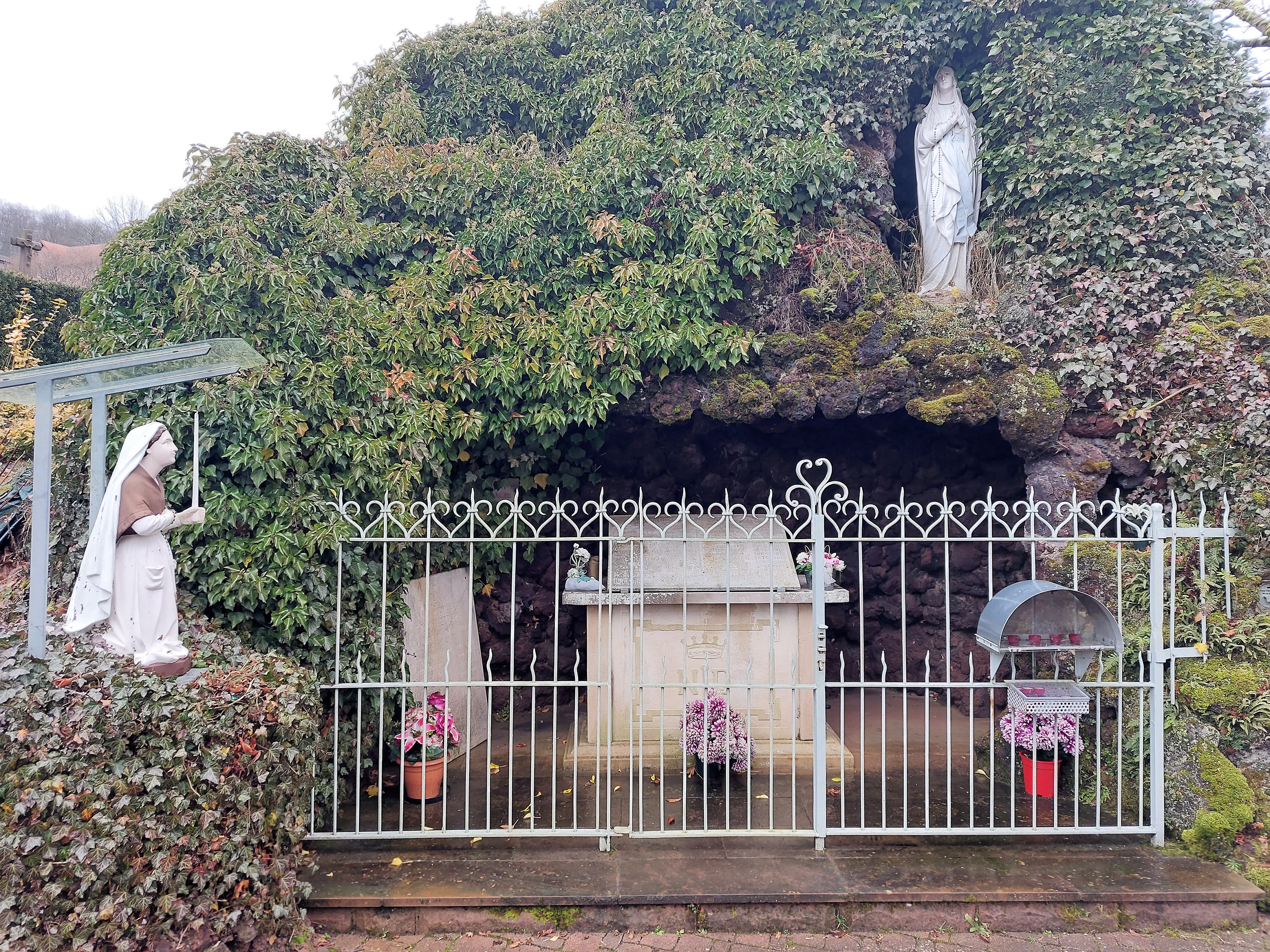
Replik einer Lourdesgrotte
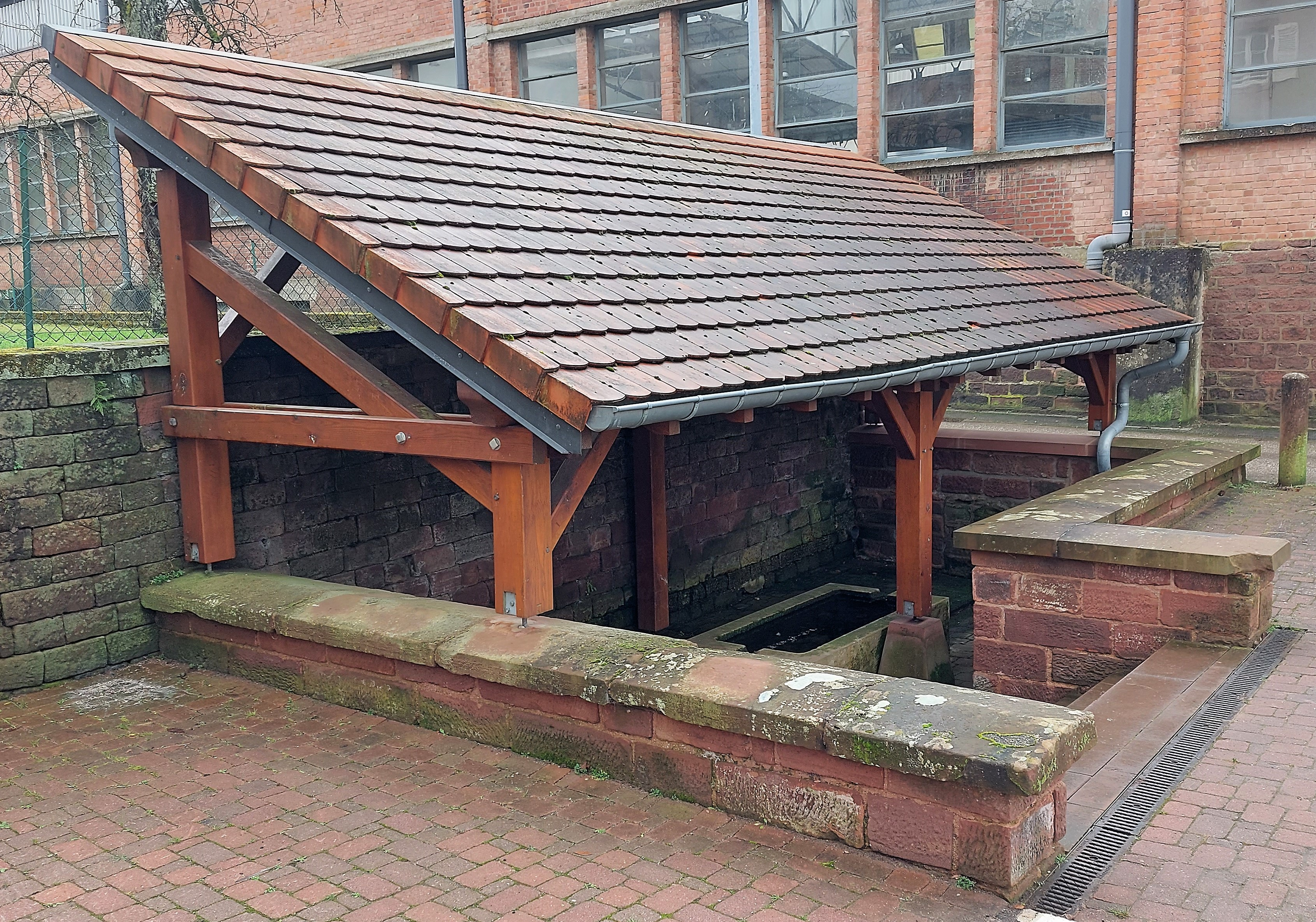
Ehemaliges Waschhaus
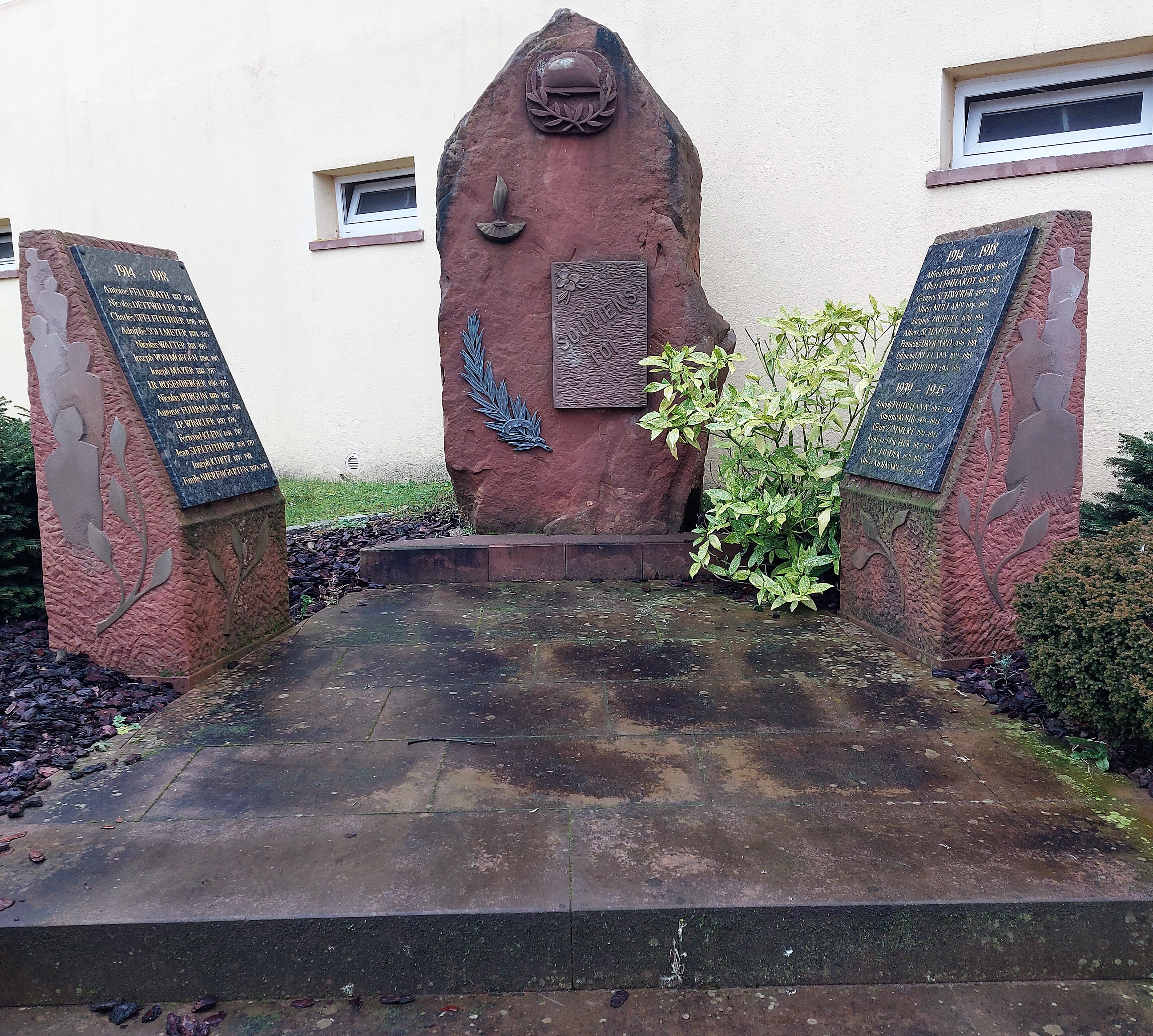
Gefallenendenkmal
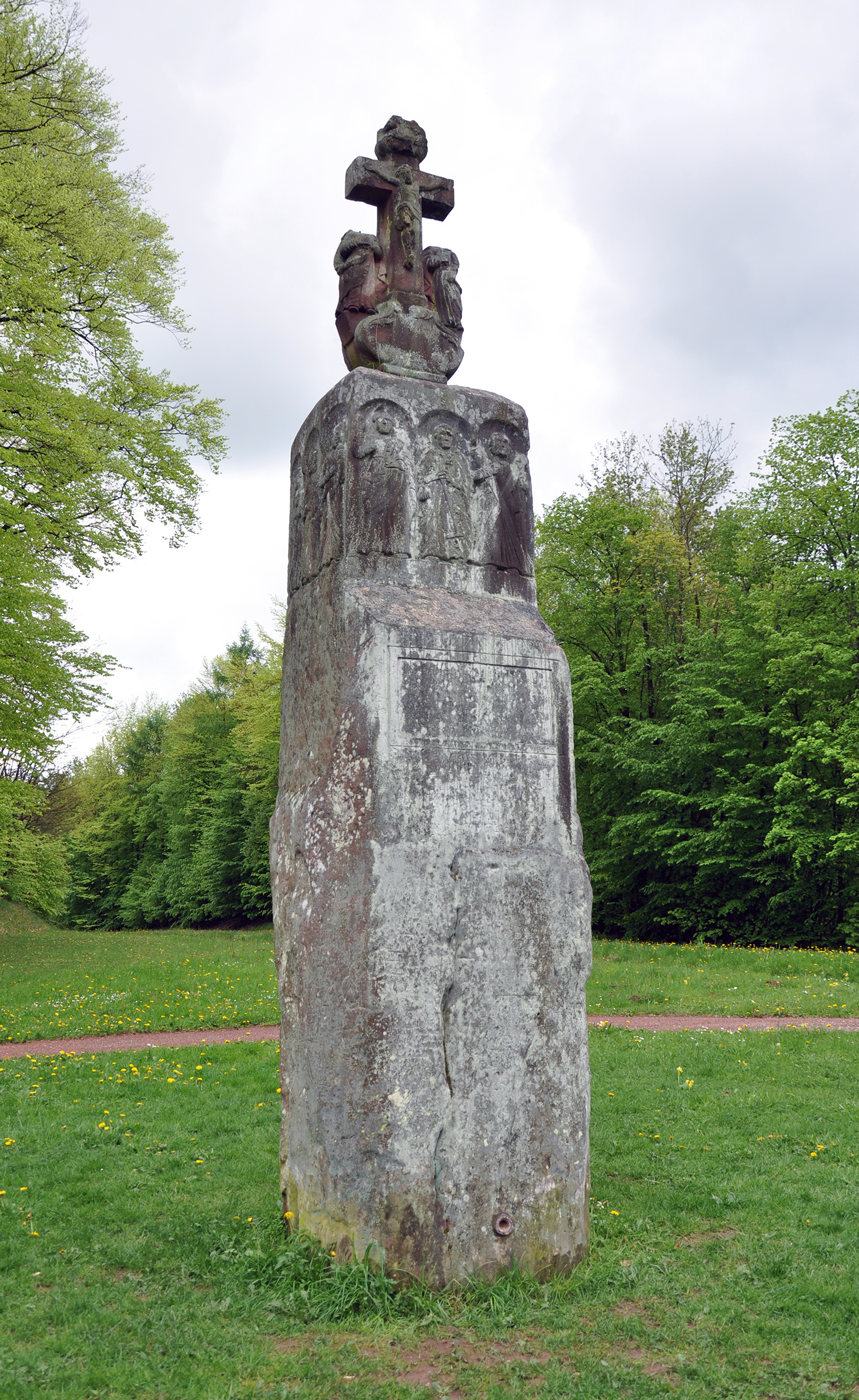
Zwölfapostelstein

## Persönlichkeiten
Zeitweise lebt der Holzbildhauer Stephan Balkenhol (* 1957) in Meisenthal.

## Belege
1. ↑  Wappenbeschreibung auf genealogie-lorraine.fr (französisch)
2. ↑  CIAV / Centre International d'Art Verrier / Meisenthal, France. Abgerufen am 2. Mai 2022.
3. ↑   Homepage von ARToPie. Abgerufen am 17. Oktober 2021
4. ↑  Centre International d'Art Verrier. In: CIAV Website. 2022, abgerufen am 2. Mai 2022 (französisch).